# Солець (Ґостинінський повіт)
Солець (пол. Solec) — село в Польщі, у гміні Гостинін Ґостинінського повіту Мазовецького воєводства.
Населення — 242 особи (2011).
У 1975-1998 роках село належало до Плоцького воєводства.

## Демографія
Демографічна структура станом на 31 березня 2011 року:
|          | Загалом | Допрацездатний вік | Працездатний вік | Постпрацездатний вік |
| -------- | ------- | ------------------ | ---------------- | -------------------- |
| Чоловіки | 122     | 22                 | 88               | 12                   |
| Жінки    | 120     | 19                 | 75               | 26                   |
| Разом    | 242     | 41                 | 163              | 38                   |